# Madaniyya
Madaniyya és una branca de la confraria sufí xadhiliyya que prengué el seu nom d'al-Madaní (Muhammad ibn Hasan ibn Hamza Zafir al-Madabi, 1780-1847). Es va separar de la tariqa xadhiliyya vers 1842-1845 i va tenir com a successor al seu fill Muhammad ibn Muhammad (1829-1903) que la va difondre a Tripolitana, Fezzan, Tunísia i Egipte. Va tenir el suport otomà per evitar l'expansió dels sanusiyya. A la seva mort el seu germà Hamza, que havia dirigit l'agitació contra els francesos a Tunísia, el va voler succeir però el sultà va imposar al fill Ibrahim ibn Muhammad; es van formar diverses branques a Egipte i les de Tunísia i Algèria s'independitzaren i finalment Ibrahim va perdre el control de les zawiyes de Tripolitana i Cirenaica davant els italians (1912), encara que després el seu germà Muhammad ibn Muhammad az-Zafir († 1917) en fou reconegut cap. Ibrahim només va restar cap de les branques d'Istanbul i Hijaz. Progressivament, va perdre influència i les zawiyes van anar disminuint, i a Tripolitana el 1925 només quedaven 7 i totes a Mitsurata. Avui dia subsisteix a Egipte encara dirigida per un descendent del fundador.